# Cantone di Châlons-en-Champagne-4
Il Cantone di Châlons-en-Champagne-4 era una divisione amministrativa dell'Arrondissement di Châlons-en-Champagne.
È stato soppresso a seguito della riforma complessiva dei cantoni del 2014, che è entrata in vigore con le elezioni dipartimentali del 2015.
Comprendeva parte della città di Châlons-en-Champagne e il comune di Saint-Memmie.